# GBU-27 Paveway III
A GBU-27 Paveway III (em inglês:  Guided Bomb Unit) é uma bomba guiada por laser com capacidade para destruir bunkers, sendo em base uma GBU-24 Paveway III (equipada com a ogiva da bomba BLU-109) que foi redesenhada para ser usada pelo caça-bombardeiro furtivo Lockheed F-117 Nighthawk. Os pilotos voando sobre o Iraque durante a Guerra do Golfo a apelidaram de "Martelo" (em inglês:  Hammer), devido a seu considerável poder destrutivo e raio de explosão.

## Histórico em combate
A GBU-27 foi utilizado na Operação "Desert Storm". Foi a arma utilizada em 13 de fevereiro de 1991 no ataque ao abrigo de Amiriyah, que resultou na morte de mais de 400 civis iraquianos. Foi também utilizada em uma série de ataques no Empreendimento Estatal de Muthanna em fevereiro de 1991.
Durante a Invasão do Iraque em 2003, a Força Aérea dos Estados Unidos havia utilizado 98 EGBU-27 em alvos iraquianos.
A primeira venda externa da GBU-27 foi a aquisição por Israel de 500 unidades equipadas com ogivas de penetração BLU-109, autorizado em setembro de 2004. A entrega de tal arma de precisão foi acelerada a pedido de Israel em julho de 2006, apesar de a munição exata não ter sido especificada. Oficiais das Forças de Defesa de Israel alegam que outras munições de precisão foram usadas para atacar facilidades do Hezbollah na Guerra do Líbano de 2006.
Entretanto, a tecnologia de destruição de bunkers do GBU-27 poderia ser direcionada, de acordo com fontes militares israelenses, para o Irã ou possivelmente para a Síria.
Até 2011, a Força Aérea Real também havia pedido o GBU-27 para uso na Líbia.